# Interventionsverbot (Völkerrecht)
Das Interventionsverbot ist eines der Grundprinzipien des Völkerrechts. Es verbietet einem Staat die Einmischung in die inneren Angelegenheiten eines anderen Staates.

## Geschichte
Auch wenn das Interventionsverbot schon seit dem Westfälischen Frieden durch das Prinzip der Staatssouveränität in der Staatenordnung anerkannt war, wurde es erstmals im Jahre 1758 von Emer de Vattel in seinem Werk Le droit des gens ou principes de la loi naturelle konkret benannt. Bis zum Ende des Zweiten Weltkriegs nutzen das Interventionsverbot überwiegend ehemalige Kolonien und aufstrebende Nationen (so die noch junge USA in der sog. Monroe-Doktrin 1823) zum Schutze vor militärischer Einmischung wirtschaftlich und militärisch überlegener Staaten.
Erst nach Gründung der Vereinten Nationen wurde der Grundsatz auch explizit auf nicht-militärische Einmischung bezogen, da nun die kriegerische Einmischung durch das in Art. 2 Nr. 4 der Charta der Vereinten Nationen verankerte Gewaltverbot verboten war und das Interventionsverbot dafür nun nicht mehr herangezogen werden musste. Seitdem wurde es nicht nur in vielen Resolutionen der Generalversammlung der Vereinten Nationen bestätigt (so vor allem in der Friendly Relations Declaration vom 24. Oktober 1970), sondern auch der Internationale Gerichtshof hat in seinem Nicaragua-Urteil 1986 das Prinzip anerkannt, wenn auch nicht abschließend beschrieben. Heute kommt dem Interventionsverbot wieder zusätzliche Relevanz zu, da Staaten insbesondere wirtschaftlich eng verflochten sind und somit ökonomische, diplomatische und politische Einflussnahmen zur Tagesordnung gehören, denen durch das Interventionsverbot Grenzen gesetzt werden.

## Inhalt des Verbotes

### Anerkennung des Grundsatzes
Das Interventionsverbot gilt als Völkergewohnheitsrecht. Zwar normiert die Charta der Vereinten Nationen das zwischenstaatliche Interventionsverbot nicht ausdrücklich. Es ist jedoch Konsens, dass das Interventionsverbot aus dem Grundsatz der souveränen Gleichheit der UN-Mitgliedstaaten gem. Art. 2 Nr. 1 UN-Charta abzuleiten ist. Als Gewohnheitsrecht gilt es auch für und gegen Nicht-Mitgliedstaaten der Vereinten Nationen.

### Elemente des Interventionsverbotes
Das Interventionsverbot besteht aus zwei Elementen: Der Einmischung in die inneren Angelegenheiten eines Staates und der Anwendung oder Androhung von Zwang.
Eine innere Angelegenheit des Staates, auch „domaine reservé“ genannt, betrifft nach dem Urteil des Internationalen Gerichtshofs zu Nicaragua zumindest das Recht des Staats, in seinen inneren und äußeren Angelegenheiten grundsätzlich frei ohne äußeren Zwang zu entscheiden, insbesondere in der Wahl des politischen, sozialen und kulturellen Systems und der Bestimmung der Außenpolitik. Der durch das Verbot geschützte Bereich ist veränderbar und kann von Staat zu Staat unterschiedlich weit zu bestimmen sein. Insbesondere können sich Staaten durch völkerrechtliche Verträge zu einem bestimmten Verhalten verpflichten, dadurch wird die Angelegenheit internationalisiert und ist dann nicht mehr nur Sache des Staates selbst.
Wann unzulässiger Zwang vorliegt, ist noch immer umstritten und stellt die „eigentliche Kernproblematik“ des Interventionstatbesttandes dar. Sowohl die Abgrenzung zum Gewaltverbot als auch zum zulässigen Druck (gelegentlich auch Interzession genannt) ist noch nicht abschließend geklärt.
Adressaten des Verbotes sind nur Staaten. Handeln Private, zum Beispiel multinationale Unternehmen, können sie nicht für einen Verstoß gegen das Interventionsverbot verantwortlich gemacht werden. Möglicherweise sind ihre Handlungen aber einem Staat im Rahmen der Staatenveranwortung zuzurechnen.

### Abgrenzung
In der Praxis hat sich eine Abgrenzung „nach oben“ bezüglich bewaffneter Gewalt und „nach unten“ hinsichtlich zulässiger Einwirkung auf andere Staaten eingebürgert.
Nach oben ist das Interventionsverbot vom Gewaltverbot abzugrenzen. Die genaue Unterscheidung ist umstritten, da eine Gewaltanwendung de facto eine Intervention mit militärischer Gewalt, also gleichzeitig eine Einmischung darstellt. Da das Gewaltverbot aber genauer reglementiert und in Umfang und Anwendung präzisiert wurde, ist eine genaue Abgrenzung nicht erforderlich. Solche Fälle sind durch die Regelungen bezüglich militärischer Gewalt abgedeckt, insbesondere durch das in Art. 51 der UN-Charta normierte Recht zur Selbstverteidigung.
Nach unten ist die Abgrenzung ebenso umstritten. Es ist insofern klar, dass nicht jede Einflussnahme eines Staates unzulässig ist. Daher ist zwischen unzulässigem Zwang und einer zulässigen Ausübung von Druck zu unterscheiden. Weder die Handlungspraxis der Staaten noch die Judikate des Internationalen Gerichtshofes haben den Begriff des Zwangs aber klarer definiert. Im Zusammenhang mit wirtschaftlichem Zwang sprach der UN-Generalsekretär davon, dass es „im internationalen Recht keinen klaren Konsens darüber gibt, wann wirtschaftliche Zwangsmaßnahmen unzulässig sind, trotz einschlägiger Verträge, Erklärungen und Resolutionen internationaler Organisationen, die versuchen, Normen zu entwickeln, die den Einsatz solcher Maßnahmen begrenzen.“ Daher lässt sich bisher in einer Grauzone nur im Einzelfall unterscheiden, wann die Grenze zur Intervention erreicht ist.

### Anwendungsfälle
Es ist generell anerkannt, dass kein Staat in einem anderen Staat auf einen Regimewechsel (regime change) hinwirken darf. Auch die Destabilisierung durch subversives Verhalten ist untersagt. Als Beispiel werden oft vom eigenen Territorium aus gesendete, grenzüberschreitende Rundfunkaufrufe genannt, mit denen die Bevölkerung des anderen Landes zum Sturz der eigenen Regierung aufgefordert wird. Verboten ist insofern auch die Unterstützung von Aufständischen, etwa durch Finanzierung, Ausbildung oder Versorgung mit Waffen, wie der Internationale Gerichtshof im Nicaragua-Urteil 1986 feststellte. Auch die Parteinahme gegen die herrschende Regierung in einem Bürgerkrieg ist unzulässig.
Die vorzeitige („verfrühte“) Anerkennung eines territorialen Gebildes kann einen Verstoß gegen das Interventionsverbot begründen, wenn der vermeintliche Staat in Wahrheit noch Bestandteil eines anderen Staates ist.
Kein Konsens ist bisher gefunden, ab wann der Einsatz von Wirtschaftssanktionen, so des Wirtschaftsboykotts, die Verhängung eines Embargos oder das Einfrieren ausländischer Konten unter das Interventionsverbot fallen kann.
Das Strafanwendungsrecht regelt, ob das Strafrecht Deutschlands auf Auslandssachverhalte anwendbar ist. Nationales Strafrechtsdenken soll „sich nicht zum Richter über Sachverhalte aufschwingen, die es weder unmittelbar noch mittelbar etwas angehen.“

## Geltung im Rahmen von Internationalen Organisationen
Im Rahmen der Vereinten Nationen bestimmt Art. 2 Nr. 7 der Charta der Vereinten Nationen, dass sich die Organe der Vereinten Nationen nicht in Angelegenheiten der Mitgliedsstaaten einmischen dürfen. Ähnliche Verbote finden sich beispielsweise in Art. 3 der Charta der Organisation Amerikanischer Staaten oder Art. 2 der Charta des Verbandes Südostasiatischer Nationen (ASEAN).